# Ottilia Grubenmann
Ottilia Grubenmann, née le 18 février 1917 à Appenzell et morte le 5 août 2003 à Walkringen, est une sage-femme, à la tête d'une des premières maisons de naissance en Suisse et partisane d'une obstétrique holistique.

## Biographie

### Origines et enfance
Ottilia Grubenmann naît Ottilia Streule le 18 février 1917 à Appenzell. Elle est originaire du même lieu.
Elle est l'aînée de quatre enfants et grandit dans la pauvreté. Ses parents, Josef Anton Streule, agriculteur, et Ottilia (née Rist), tiennent une ferme à Sonnenhalb, près d'Appenzell, à environ 1 000 mètres d'altitude,.
À 13 ans, elle voit naître son plus jeune frère, qui meurt peu de temps après. À la suite de cette expérience, elle se promet de devenir sage-femme afin d'aider dans de nombreux foyers isolés. Cependant, faute de ressources financières, elle ne peut pas accéder à l'école secondaire et doit travailler comme domestique après avoir terminé sa scolarité. Le manque de formation scolaire reste une épreuve tout au long de sa vie.

### Études

#### Scolarité
En tant qu'écolière, Ottilia Grubenmann doit parcourir au moins une demi-heure pour se rendre à Appenzell, un trajet qui peut doubler en période de neige et de glace. Pendant les dix semaines de vacances scolaires, elle consacre son temps à la broderie manuelle pour contribuer au revenu familial. Elle est contrainte de quitter l'école à mi-temps après seulement sept ans, conformément aux pratiques de l'époque.

#### Formation de sage-femme
À l'approche de ses vingt ans, l'âge requis pour intégrer l'école de sages-femmes de Saint-Gall, Ottilia Grubenmann se rend chez le pasteur où elle suit des cours de religion, espérant obtenir un prêt de 2 000 francs pour sa formation. Celui-ci la renvoie à son successeur, qui la juge encore trop jeune, sans lui offrir d'aide. Elle réussit toutefois à réunir la somme nécessaire auprès d'inconnus et part avec son vélo et peu de bagages pour débuter son apprentissage d'un an à l'hôpital cantonal de Saint-Gall.
Cette année de formation avec onze camarades de classe marque celle-ci : « ici à l'hôpital, ce n'est pas le parcours scolaire qui compte, mais seulement la capacité à exercer le métier. » témoigne Ottilia Grubenmann.

### Parcours professionnel

#### Sage-femme à domicile
De retour à Appenzell, Ottilia Grubenmann sollicite une autorisation cantonale pour exercer son activité et commence à pratiquer des accouchements à domicile, y compris dans des fermes isolées,. 
Chez ses parents, elle obtient une pièce de rangement près de la porte d'entrée, aménagée comme chambre à coucher. Cela permet à ceux qui viennent la chercher pour un accouchement nocturne de frapper simplement aux volets sans déranger toute la maison. À l'époque dans le canton d'Appenzell Rhodes-Intérieures, un accouchement à domicile avec plusieurs séances de soins post-natal coûte vingt-cinq francs, une somme modeste pour rembourser une dette de deux mille francs. Mais c'est encore[pas clair] la période de guerre.

#### Transformation de sa demeure en maison de naissance pour mères célibataires
Dans les années 1950, elle transforme sa demeure en maison de naissance pour mères célibataires. Ces femmes, souvent en difficulté sociale, bénéficient, en échange de leur aide dans la blanchisserie et pour les travaux ménagers, d’un accompagnement à l’accouchement, d’un logement pendant la grossesse et la période postnatale, ainsi que d’un soutien si l’enfant est donné en adoption. En parallèle de son travail de sage-femme, elle gère également une blanchisserie située près de chez elle. 

#### Construction d'une nouvelle maison de naissance
Après sa séparation vers 1960,  Ottilia Grubenmann construit une nouvelle maison de naissance, où elle vit avec ses fils. En 1966, elle obtient l’autorisation du gouvernement d'Appenzell Rhodes-Intérieures d'accueillir des femmes d’autres cantons. Durant la décennie suivante, elle ouvre le foyer à toutes les futures mères souhaitant accoucher naturellement. 
Elle travaille aussi comme sage-femme indépendante dans les hôpitaux d’Appenzell pendant 36 ans et de Gais pendant 21 ans. 

#### Commission sanitaire cantonale, défense de l'accouchement naturel et publications
En 1969, Ottilia Grubenmann devient la première femme élue à la commission sanitaire cantonale. Elle combat l'influence grandissante des médecins en obstétrique, prônant la confiance en soi et en la nature pour les femmes enceintes. Elle critique les interventions précoces perturbant l'accouchement naturel et l'intimité des mères. Dès les années 1940, elle dénonce la technicisation et la pathologisation de la grossesse et de l'accouchement, et défend l'accouchement naturel ainsi qu'une approche holistique de l'obstétrique.
Elle exerce la profession de sage-femme pendant plus de 60 ans et publie ses expériences dans l'ouvrage 200 Praxisfälle (2 volumes), réédité dans les années 1990. 

### Vie privée
En 1940, Ottilia Grubenmann épouse Emil Grubenmann, un ferblantier et photographe, avec qui elle a deux fils. Le couple s’installe dans une maison à la Weissbadstrasse à Appenzell. Dans les années 1960, elle se sépare de lui.

### Mort
Ottilia Grubenmann meurt le 5 août 2003 alors qu'elle est en visite à Walkringen, dans le canton de Berne.

## Œuvres
- (all) 200 Praxisfälle, vol. 1-2, Alpstein-Verlag, janvier 1993
- (all) Schwangerschaft, Geburt und Stillzeit : Ratschläge und Rezepte einer erfahrenen Hebamme, Alpstein-Verlag, 1995, 143 p. (ISBN 9783952063620)
- (all) Humorvolles Pflanzenbrevier, Verlag am Goetheanum, janvier 1997, 54 p. (ISBN 978-3723509951)

### Fonds d'archives
- Landesarchiv Appenzell Innerrhoden, Appenzell, Geschäftsbericht über die Staatsverwaltung und Rechtspflege im Jahre 1966 (autorisation pour une maison de naissance).
- Landesarchiv Appenzell Innerrhoden, Appenzell, Geschäftsbericht über die Staatsverwaltung und Rechtspflege im Jahre 1969 (élection à la commission sanitaire).